# Рупперсвіль
Рупперсвіль (нім. Rupperswil) — громада  в Швейцарії в кантоні Ааргау, округ Ленцбург.

## Географія
Громада розташована на відстані близько 75 км на північний схід від Берна, 7 км на схід від Аарау.
Рупперсвіль має площу 6,2 км², з яких на 29,1% дозволяється будівництво (житлове та будівництво доріг), 30% використовуються в сільськогосподарських цілях, 37,2% зайнято лісами, 3,7% не є продуктивними (річки, льодовики або гори).

## Демографія
2019 року в громаді мешкало 5483 особи (+24,6% порівняно з 2010 роком), іноземців було 21,5%. Густота населення становила 882 осіб/км².
За віковим діапазоном населення розподілялося таким чином: 21,4% — особи молодші 20 років, 63,4% — особи у віці 20—64 років, 15,2% — особи у віці 65 років та старші. Було 2330 помешкань (у середньому 2,3 особи в помешканні).
Із загальної кількості 2116 працюючих 25 було зайнятих в первинному секторі, 915 — в обробній промисловості, 1176 — в галузі послуг.